# ABC miłości

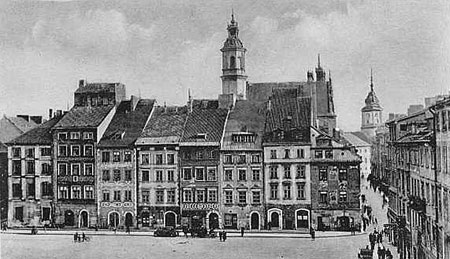
Strona południowa warszawskiego rynku Starego Miasta - miejsce, w którym jak sugeruje film mieści się szkoła Wincentego Poziomki

ABC miłości – polski film fabularny z 1935 roku. Lekka komedia muzyczna z gwiazdami przedwojennego filmu i kabaretu.

## Opis fabuły
Na ostatnim piętrze warszawskiej kamienicy na Starym Mieście Wincenty Poziomka prowadzi szkołę rewiowo-filmową. Z trudem zarabia na życie pracą pedagogiczną. Dorabiając sobie, pisze kucharkom listy do narzeczonych. Pewnego dnia otrzymuje zawiadomienie, że w spadku po stryju dostał połowę sklepu spożywczego. W sklepie zastaje śliczną pannę Helenkę, którą omyłkowo bierze za współwłaścicielkę, i natychmiast się w niej zakochuje. Wkrótce dowiaduje się, że współwłaścicielką sklepu jest zaledwie kilkuletnia Basia. Wincenty prowadzi sklep z artystycznym polotem, doprowadzając go wkrótce niemal do bankructwa. Cierpi z powodu miłości do pięknej panny Helenki oraz bezgranicznie uwielbia sąsiada, aktora rewiowego Krupkowskiego. Chce zarabiać wykorzystując swoje talenty sceniczne i stara się o wymarzoną pracę w teatrze. Tymczasem panna Helenka traci swoją posadę sekretarki mecenasa Prztyckiego. Poziomka proponuje jej pracę w swoim sklepie. Przedtem ratuje ją przed natrętnym lowelasem. Wincentemu nadarza się okazja debiutu na scenie, który jednak okazuje się całkowitą klapą. Przez przypadek Basia zostaje zaangażowana do filmu. Wreszcie Helenka wyznaje Poziomce miłość, będą więc mogli się pobrać i wspólnie prowadzić sklep.

## Obsada
- Maria Bogda – Helenka
- Adolf Dymsza – Wincenty Poziomka
- Basia Wywerkówna – Basia
- Kazimierz Krukowski – aktor rewiowy Krupkowski
- Konrad Tom – lowelas
- Ludwik Lawiński – dyrektor „Kosmos-Filmu”
- Eugeniusz Koszutski – dentysta
- Józef Orwid – dyrektor rewii
- Helena Zarembina – Florcia Słowikówna
- Ewa Erwicz – klientka
- Monika Carlo – Lili, aktorka rewiowa
- Aniela Miszczykówna
- Jan Dobosz-Bielicz
- Leon Recheński – mecenas Konstanty Prztycki
- Karol Hubert
- Zygmunt Regro-Regirer
- pies Puk[1] (doberman, własność aktora Bielicza)

## O filmie
Z filmu pochodzi piosenka Nic takiego z muzyką Henryka Warsa.
Film został poddany digitalizacji z wykorzystaniem czterech niekompletnych źródeł ze zbiorów Filmoteki Narodowej, by uzyskać jak najpełniejszą wersję. Udało się uzupełnić go o 18 minut, jednak nadal nie jest kompletny. Prawa do filmu: dzieło osierocone (dyspozytariuszem jest Filmoteka Narodowa).
- Plenery: Warszawa[3]
- Dźwięk: inż. Stanisław Rochowicz[1]
- Atelier i laboratorium: Falanga[1]